# Yūzō Yamamoto
Yūzō Yamamoto (1887-1974) foi um romancista e dramaturgo japonês.
1. ↑  «Cópia arquivada». Consultado em 29 de junho de 2015. Arquivado do original em 3 de março de 2016